# 국철노동조합
국철노동조합(일본어: 国鉄労働組合 코쿠테츠로도쿠미아이[*], 영어: National Railway Workers' Union), 약칭 국노(일본어: 国労 코쿠로[*], 영어: NRU)는 일본국유철도 및 그 후신인 JR그룹 임직원의 노동조합 가운데 하나다. 국철분할민영화 이후에도 명칭을 변경하지 않았다. 조합원 수는 2016년 기준 약 9,000명. 전국노동조합연락협의회(전노협), 전일본교통운수산업노동조합협의회(교운노협), 국제운수노동자연맹(ITF)에 가맹하고 있다.